# 2010년 동계 올림픽 중화인민공화국 선수단
2010년 동계 올림픽 중화인민공화국 선수단은 캐나다 밴쿠버에서 개최된 2010년 동계 올림픽에 참가한 올림픽 중화인민공화국 선수단이다.

## 메달 집계

### 종목별 메달 수
| 종목 | 1 | 2 | 3 | 합계 |

## 메달리스트
| 메달   | 이름                                         | 종목            | 세부종목        | 날짜     |
| ------ | -------------------------------------------- | --------------- | --------------- | -------- |
| 금메달 | 선쉐 / 자오훙보                              | 피겨 스케이팅   | 페어            | 2월 15일 |
| 금메달 | 왕멍                                         | 쇼트트랙        | 여자 500m       | 2월 17일 |
| 금메달 | 저우양                                       | 쇼트트랙        | 여자 1500m      | 2월 20일 |
| 금메달 | 선린린 / 왕멍 / 장후이 / 저우양              | 쇼트트랙        | 여자 3000m 계주 | 2월 24일 |
| 금메달 | 왕멍                                         | 쇼트트랙        | 여자 1000m      | 2월 26일 |
| 은메달 | 팡칭 / 퉁지안                                | 피겨 스케이팅   | 페어            | 2월 15일 |
| 은메달 | 리니나                                       | 프리스타일 스키 | 여자 에어리얼   | 2월 24일 |
| 동메달 | 왕베이싱                                     | 스피드 스케이팅 | 여자 500m       | 2월 16일 |
| 동메달 | 궈신신                                       | 프리스타일 스키 | 여자 에어리얼   | 2월 24일 |
| 동메달 | 류중칭                                       | 프리스타일 스키 | 남자 에어리얼   | 2월 25일 |
| 동메달 | 왕빙위 / 류인 / 유에칭수앙 / 저우양 / 류진리 | 컬링            | 여자부          | 2월 26일 |